# Alexander Keirinckx
Alexander Keirinckx,   o Carings, Cierings, Cierinx, Keerinckx, Keirincx, Keirings, Keyrincx (Anversa, 23 gennaio 1600 – Amsterdam, 1652), è stato un pittore fiammingo,  specializzato in pittura paesaggistica.

## Biografia

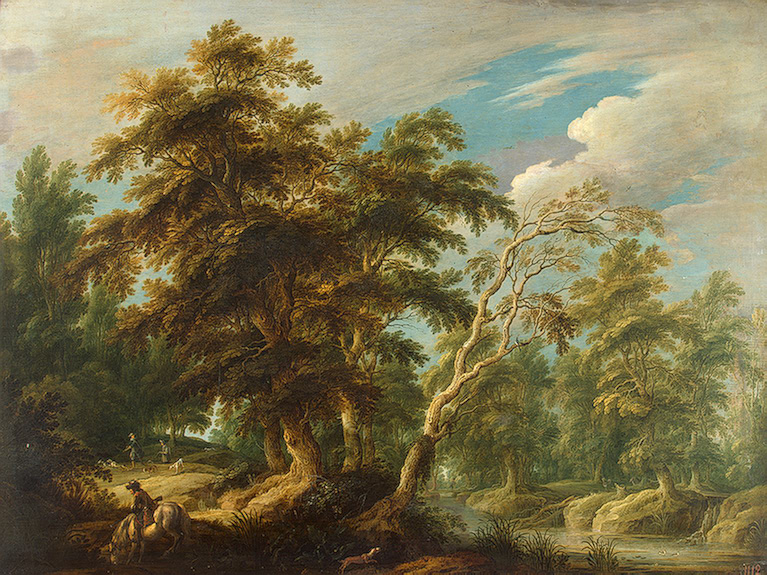
Cacciatori in una foresta

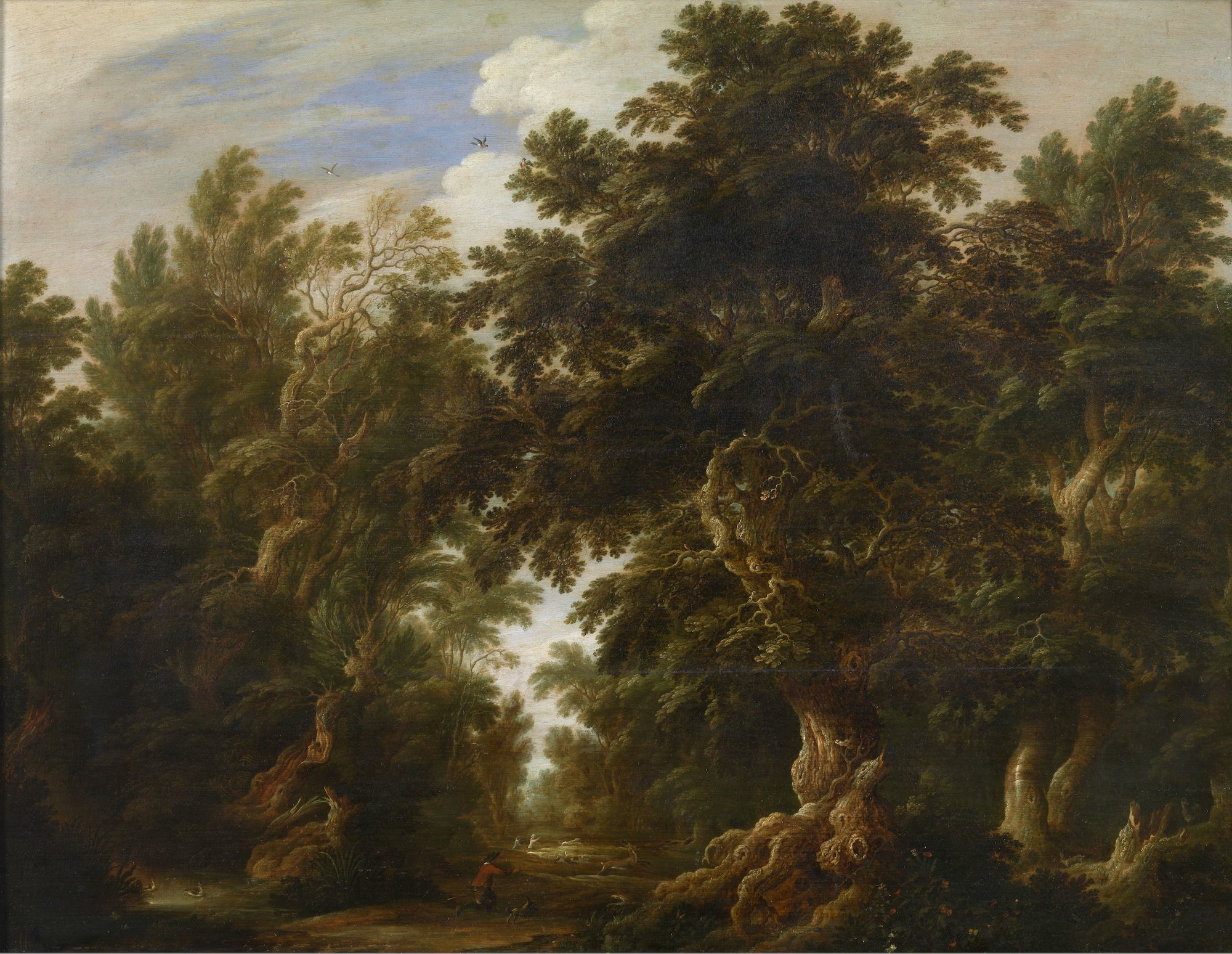
Paesaggio con caccia al cervo

Figlio di Matthijs e di Anna Masson, nel 1619 entrò a far parte della Corporazione di San Luca ad Anversa. Sposò Clara Matthausen nel 1622. Il matrimonio fu senza figli.
Nel 1624 Artus Verhoeven divenne suo allievo.
A partire dal 1636 risiedette in Amsterdam, di cui divenne cittadino nel 1652, l'anno stesso della morte.
Probabilmente nel 1625 si recò, una prima volta, in Inghilterra e successivamente nel 1640-1641, dove dipinse per il re Carlo I d'Inghilterra vedute di castelli reali e palazzi in Scozia (Seton palace, Falkland palace e altri). Nel catalogo della collezione del re vi sono alcuni pezzi firmati con il nome di Carings. Dal momento che il suo nome era scritto in altro modo si è anche ipotizzata l'esistenza di un secondo pittore Jacob o Johan Carings o Cierings.
Collaborò con Cornelis van Poelenburch, che dipingeva le figure nei suoi paesaggi. Quindi probabilmente trascorse un certo periodo di tempo ad Utrecht. Anche Sebastian Vrancx ed Esaias van de Velde completarono alcune sue opere con figure.
Subì l'influenza di Gillis van Coninxloo, particolarmente evidente nella modalità di rappresentazione degli alberi e del fogliame e di Jan Brueghel e successivamente dei pittori olandesi Salomon van Ruysdael e Jan van Goyen.
Le prime opere di Herman Saftleven II risentono dell'influsso di Keirinckx.

## Opere
- Veduta di una foresta, olio su tavola di quercia, 56,5 x 87,5 cm, Národní galerie, Praga[5]
- Cacciatori in una foresta, olio su tavola, 69 x 92 cm, Museo dell'Ermitage, San Pietroburgo[2]
- Allegoria dell'abbondanza[6]
- Paesaggio con caccia al cervo, olio su tela, 68 × 90 cm, 1630, Koninklijk Museum voor Schone Kunsten, Anversa[7]
- Caccia presso un lago, olio su tela, 93 x 112 cm[8]
- Aggressione nella foresta, olio su tavola, 45 x 40,5 cm, in collaborazione con Pieter Snayers[9]
- Il richiamo dei cacciatori, olio su tavola, 40 x 58.2 cm[10]

## Citazioni letterarie
Nel romanzo storico "Il ballo delle tentazioni" della apprezzata scrittrice americana Caroline Linden, autrice di novelle romantiche calate nella Scozia del 700, viene citato un quadro dal grande paesaggio naturalistico di Alexander Keirinckx: "E' stato dipinto su commissione di re Carlo I d'Inghilterra,  in occasione della sua prima visita in Scozia (...) con una magnifica veduta del Palazzo..." (Milano, Harper Collins, 2021, pag.123).